# Patti McGee
Patti McGee (Fort Lewis, 23 agosto 1945 – Brea, 16 ottobre 2024) è stata una skater statunitense, considerata la prima donna skater professionista al mondo.

## Biografia
Nacque a Fort Lewis, nel periodo in cui il padre, militare di carriera, era di stanza lì, il 23 agosto 1945. Cresciuta poi a San Diego, ricevette il suo primo skateboard dal fratello che glielo costruì in una falegnameria: per lei fu un'autentica sorpresa.
Stabilì il record mondiale per la ragazza più veloce su uno skateboard a 47 mph durante la Dick Clark's World Teen Fair 1964 tenutasi all'Orange County Fair Grounds.
Apparve sulla copertina della rivista Life del 14 maggio 1965 e su quella del quarto numero di Skateboarder nell'ottobre 1965.
Nel 2010 divenne la prima donna a essere inserita nella Skateboarding Hall of Fame.
Patti McGee morì a Brea il 16 ottobre 2024 a causa di un ictus all'età di 79 anni.

## Vita privata
Si sposò con Glenn Villa ed ebbe due figli.